# Hans Heilbronn
Hans Heilbronn   (Berlín, 8 d'octubre de 1908 - Toronto, 28 d'abril de 1975) va ser un matemàtic jueu alemany, emigrat al Regne Unit i al Canada.

## Vida i Obra
Heilbronn era fil d'una família jueva de classe mitjana i va ser escolaritzat al institut del barri de Schmargendorf, a Berlín, entre 1914 i 1926. Va fer els estudis universitaris a Berlín, Friburg i Göttingen. El 1930 ja era assistent d'Edmund Landau a Göttingen i el 1933 va obtenir el doctorat en aquesta universitat sota la seva direcció. Però aquest mateix any els nazis van arribar al poder i ja no va poder continuar la seva carrera acadèmica per la seva condició de jueu. El 1934 va ser nomenat professor de la universitat de Bristol a Anglaterra, amb el suport del Consell d'Assistència Acadèmica, una ONG britànica dedicada a ajudar als científics refugiats. L'any següent va passar a la universitat de Cambridge on va estar fins al juny de 1940, quan, en estallar la Segona Guerra Mundial, va ser detingut a l'illa de Man en ser considerat súbdit d'una potència enemiga. Tot i així, l'octubre de 1940, va ser alliberat per a convertir-se en voluntari a l'exèrcit britànic.
Va servir a l'exèrcit fins al 1945 quan va ser llicenciat i va obtenir una plaça de professor al University College de Londres, però només hi va estar un curs, ja que el 1946 es va reincorporar a la universitat de Bristol per romandre-hi fins al 1964, quan va renunciar per desacords amb les polítiques d'ensenyament britàniques. Aquest mateix any, després d'una breu estança a Caltech a invitació d'Olga Taussky-Todd, va acceptar una plaça de professor a la universitat de Toronto on va estar fins a la seva mort el 1975.
Heilbronn, que va publicar una quarantena d'articles científics, va ser un expert en teoria analítica de nombres. Entre les seves aportacions més originals es troben la solució, amb Edward Linfoot, del problema del nombre de classes (establert per Gauss el 1801) i els seus treballs, amb Harold Davenport, sobre la Funció zeta d'Epstein i desenvolupant el mètode de Vinogràdov per aplicar-lo a problemes additius. El 1988 es van editar les seves Obres Escollides en dos volums.